# Isabel Pin
Isabel Pin (* 9. Januar 1975 in Versailles) ist eine französisch-deutsche Kinderbuchillustratorin und -autorin.

## Leben
Pin wuchs als Kind einer deutschen Mutter und eines französischen Vaters in Frankreich auf. Sie studierte Illustration an der École Supérieure des Arts Décoratifs (ESAD) in Straßburg sowie an der Hochschule für Gestaltung in Hamburg. Heute lebt und arbeitet sie in Berlin. Pin ist Mutter zweier Kinder.

## Werk
Thomas Linden urteilte in der Fachzeitschrift für Kinder- und Jugendliteratur Eselsohr: „Isabel Pin beweist, dass man ausdrucksstarke Kunst auch schon für ganz kleine Kinder machen kann, wenn man es denn kann.“ Für Carola Pohlmann, Leiterin der Kinder- und Jugendbuchabteilung der Staatsbibliothek zu Berlin, zählt Pin zu „den originellsten und kreativsten Bilderbuchkünstlerinnen der Gegenwart“. Zu Pins Stil stellte Fabian Kettner in seinem Artikel über „Isabel Pins schöne Kinderbücher“ fest: „Weder malt sie realistisch noch absurd, um sich dem angeblich surrealistischen Naturell der Kinder anzubiedern. Es gibt ein Hauptfeld des Bildes, um das herum viel Platz bleibt, auf dem wenige, kleine Details auffallen können. In diesen findet man Grazilität und Feingliedrigkeit.“ Ihre Bilder wirkten „ebenso liebevoll wie interessant“. Von Pins Buch Ein Regentag im Zoo fühlt sich Kettner an den französischen Maler und Wegbereiter des Surrealismus, Henri Rousseau (1844–1910), erinnert. Pin selbst antwortete auf die Frage, wer ihren Malstil beeinflusst habe: „Es gibt viele Künstler, die mich in meiner Arbeit beeinflussen. Aber es sind nicht unbedingt nur Maler, es sind auch Fotografen, Filmregisseure, Autoren von Romanen und Hörspielen, manchmal inspiriert mich auch Musik.“
Bis Ende 2020 erschienen über 50 Bücher, für die Pin als Illustratorin bzw. Autorin verantwortlich zeichnete. Zu ihren bekanntesten Büchern gehören – neben Ein Regentag im Zoo – Die Geschichte vom kleinen Loch, das in sieben Sprachen übersetzt und über 20 000 Mal verkauft wurde. Pin arbeitete unter anderem mit den Kinderbuchautoren Paul Maar (* 1937), Heinz Janisch (* 1960) und Antonie Schneider (* 1954) zusammen. Pin veröffentlicht sowohl in deutschen als auch in französischen Verlagen. Daneben liegen Übersetzungen ins Englische, Spanische, Katalanische, Französische bzw. Deutsche, Koreanische sowie ins Chinesische vor.

## Auszeichnungen
Pin wurde für ihr Werk mit zahlreichen Preisen ausgezeichnet. Im Jahr 2008 erhielt sie (zusammen mit Heinz Janisch) für Eine Wolke in meinem Bett den Österreichischen Staatspreis für Kinder- und Jugendliteratur in der Kategorie Bilderbuch. Das von Pin verfasste und bebilderte Buch Der Kern erhielt im Jahr 2002 den Schweizer Prix Enfantaisie, dessen Jury aus Kindern zwischen 7 und 10 Jahren besteht. Der Kern wird auch auf der Empfehlungsliste des Katholischen Kinder- und Jugendbuchpreises geführt, da das Buch – das zumindest keinen expliziten religiösen Bezug hat –„als Parabel auf ethische Grundwerte verweist“. Den Luchs, von der Wochenzeitung Die Zeit und Radio Bremen gemeinsam verliehen, erhielt Pin im April 2006 für Ein Regentag im Zoo sowie (zusammen mit Antonie Schneider) im November 2004 für Kleiner König, wer bist du?. Im Juni 2008 erhielt sie (wiederum zusammen mit Antonie Schneider) für Bananen sind krumm, aber nicht dumm die Literaturauszeichnung Kröte des Monats der österreichischen Studien- und Beratungsstelle für Kinder- und Jugendliteratur. Für dieses Buch wurde Pin 2009 zudem der (mit Maja Bohn geteilte) 2. Preis des Troisdorfer Bilderbuchpreises zuerkannt. Das Theater-Spielbuch Wenn ich ein Löwe wäre wurde im März 2012 mit dem Leipziger Lesekompass ausgezeichnet.
Ausstellungen zu Pins Werk fanden in Berlin, Graz, Troisdorf, Paris, Bologna sowie in Freising im Rahmen des Literarischen Herbstes statt.

## Adaptionen
Mit dem Animationsfilm Le noyau (Kanada, 2011) legten David Gascon und Erahm Christopher (Regie) in Zusammenarbeit mit Schülern der École Saint-Simon-Apôtre in Montréal eine Adaption von Pins erstem Kinderbuch Der Kern vor. Produziert wurde der vierminütige Kurzfilm von Emilie Robichon.

## Werke (soweit in deutscher Sprache erschienen)

### Als Autorin von Text und Illustration
- Der Kern. Neugebauer, Gossau/Zürich/Hamburg 2001, ISBN 3-85195-643-5.
- Die Königin der Blumen. Neugebauer, Gossau/Zürich/Hamburg 2003, ISBN 3-85195-716-4.
- Papa Sumo. Bajazzo Verlag, Zürich 2005, ISBN 3-907588-60-6.
- Wenn ich groß bin, werde ich Nobelpreisträger. Hanser, München/Wien 2005, ISBN 3-446-20634-5.
- Als alle früher nach Hause kamen. Hammer, Wuppertal 2006, ISBN 3-7795-0064-7.
- Ein Regentag im Zoo. Bajazzo Verlag, Zürich 2006, ISBN 3-907588-68-1.[22]
- Wenn mein Papa weg ist …. Bajazzo Verlag, Zürich 2007, ISBN 978-3-907588-81-9.
- Die Geschichte vom kleinen Loch. Bajazzo Verlag, Zürich 2008, ISBN 978-3-907588-96-3.
- Ein Tag mit mir. Bajazzo Verlag, Zürich 2010, ISBN 978-3-905871-19-7.
- A-B-Zebra. Der Doppelwörter-Spaß. Boje Verlag, Köln 2012, ISBN 978-3-414-82328-1.
- Wenn ich ein Löwe wäre. Bajazzo Verlag, Zürich 2012, ISBN 978-3-905871-32-6.
- Papa Räuber. Bilderbücherei, Aladin Verlag, Hamburg 2013, ISBN 978-3-8489-1008-3.
- Komm mit, kleiner Geist! Beltz & Gelberg, Weinheim 2013, ISBN 978-3-407-79541-0.
- Alle miteinander. Beltz & Gelberg, Weinheim 2014, ISBN 978-3-407-79562-5.[23]
- Mein bester Freund ist ein Gorilla. Boje Verlag, Köln 2014, ISBN 978-3-414-82382-3.[24]
- Der Bär, der Geburtstag hat. Beltz & Gelberg, Weinheim 2015, ISBN 978-3-407-82066-2.
- Rosie auf dem Baum. Tyrolia-Verlag, Innsbruck-Wien 2020, ISBN 978-3-7022-3828-5.
- Damals der Dodo. Karl Rauch Verlag, Düsseldorf 2021, ISBN 978-3-7920-0374-9.
- Ada Blackjack: Überleben auf der Bäreninsel. Gerstenberg Verlag, Hildesheim 2025, ISBN 978-3-8369-6321-3.

### Als Illustratorin
- Isabel Pin, Michael Sametinger: Wolke Sieben und das kleine Tal. Samt und Rosen, München 1999, ISBN 3-933923-03-4.
- Isabel Pin, Antonie Schneider: Kleiner König, wer bist du?. Aufbau-Verlag, Berlin 2004, ISBN 3-351-04060-1.
- Isabel Pin, Gudrun Mebs: Sie hat mich einfach mitgenommen. Sauerländer, Düsseldorf, ISBN 3-7941-6030-4.
- Isabel Pin, Paul Maar: Der verborgene Schatz, Hamburg: Oetinger, 2005, ISBN 3-7891-4250-6.
- Isabel Pin, Edith Nesbit: Das verzauberte Schloss. Dressler, Hamburg 2005, ISBN 3-7915-3608-7.
- Isabel Pin, Martin Karau: Wenn die Katzen älter werden. Aufbau-Verlag, Berlin 2006, ISBN 978-3-351-04065-9.
- Isabel Pin, Heinz Janisch: Eine Wolke in meinem Bett. Aufbau-Verlag, Berlin 2007, ISBN 978-3-351-04078-9.
- Isabel Pin, Marie-Thérèse Schins: Ich übe für den Himmel. Sauerländer, Düsseldorf, 2007, ISBN 978-3-7941-6084-6.
- Isabel Pin, Monika Feth, Opa, ich kann Hummeln zähmen. Sauerländer, Düsseldorf, 2007, ISBN 978-3-7941-6050-1.
- Isabel Pin, Antonie Schneider: Bananen sind krumm, aber nicht dumm. Aufbau-Verlag, Berlin 2008, ISBN 978-3-351-04086-4.
- Isabel Pin, Rainer Maria Rilke, Das Karussell, Berlin: Kindermann, 2008, ISBN 978-3-934029-28-6.
- Isabel Pin, Malin Schwerdtfeger: Die Kürbiskönigin. Bloomsbury, Berlin 2008, ISBN 978-3-8270-5315-2.
- Isabel Pin, Jürg Schubiger: Zebra, Zecke, Zauberwort. Hammer, Wuppertal 2009, ISBN 978-3-7795-0226-5.
- Isabel Pin, Gudrun Mebs: Schutzengel mit Segelohren. Sauerländer, Düsseldorf, 2009, ISBN 978-3-7941-6146-1.
- Isabel Pin, Monika Feth: Eigentlich ist Tante Lynn Prinzessin, Mannheim: Sauerländer, 2010, ISBN 978-3-7941-5219-3.
- Isabel Pin (Idee und Konzept/Illustration), Heinz Janisch: Du Gruselgorilla! – Du Schmusegorilla! Ein Liebes-und-Schimpf-Wörterbuch. Bajazzo Verlag, Zürich 2010, ISBN 978-3-905871-13-5.
- Isabel Pin, Antonie Schneider, Kartoffeln in Pantoffeln. Aufbau-Verlag, Berlin 2011, ISBN 978-3-351-04135-9.
- Isabel Pin, Christa Hein: Tütes Geheimnis. Erzählung. Little Tiger, Vastorf 2011, ISBN 978-3-931081-69-0.
- Isabel Pin, Erika Tophoven: Comptines Französische Kinderreime (zweisprachig: französisch/deutsch). dtv, München 2011, ISBN 978-3-423-09501-3.
- Isabel Pin, Will Gmehling: Wie das Glück zu Rita Ricotta kam. Carlsen, Hamburg 2011, ISBN 978-3-551-51744-9.
- Isabel Pin, Gerda Anger-Schmidt: 10 brave Nilpferdkinder. Residenz Verlag, St. Pölten 2011, ISBN 978-3-7017-2082-8.
- Isabel Pin (Idee und Konzept/Illustration), Wieland Freund, Heinz Janisch, Paul Maar, Antonie Schneider, Martina Wildner: Mein Sommer-Buch. Bloomsbury, Berlin 2011, ISBN 978-3-8270-5424-1.
- Isabel Pin, Heinz Janisch: Wo bin ich? Tyrolia-Verlag, Innsbruck-Wien 2019, ISBN 978-3-7022-3796-7.
- Isabel Pin, Matthias Reiner: »Mir träumte, du bliebest mir gut«: Die schönsten Liebesgedichte. Insel Verlag, Berlin 2020, ISBN 978-3-458-20525-8.